# Margarete Weninger
Margarete Weninger, geborene Margarete Taubert (6. Februar 1896 in Wien, Österreich-Ungarn – 14. Oktober 1987 ebenda), war eine österreichische Anthropologin und Humangenetikerin. Sie gilt als eine bedeutende Vertreterin der Wiener Schule der Anthropologie, die sich stark mit der Vererbung morphologischer Merkmale des Menschen beschäftigte.

## Leben
Weninger wurde 1896 als Tochter eines Annoncenredakteurs bei der sozialdemokratischen Arbeiter-Zeitung und einer Schneiderin geboren. Eigentlich hatten die Eltern eine kaufmännische Ausbildung für die Tochter vorgesehen, erlaubten ihr aber den Wechsel von der Bürgerschule auf ein Gymnasium. Nach der Matura im Jahr 1915 begann Weninger an der Universität Wien ein Studium der Germanistik und klassischen Philologie. Im Wintersemester 1916/17 wechselte sie auf ein Studium der Geographie und Anthropologie. Besonders interessiert war sie an den Vorlesungen von Rudolf Höch, der sie darin bestärkte, physisch-anthropologischen Fragestellungen nachzugehen. Schon 1920 hatte sie eine enge wissenschaftliche Zusammenarbeit mit ihrem späteren Ehemann Josef Weninger begonnen, der als Assistent Pöchs arbeitete und 1928 Professor für physische Anthropologie wurde. 1921 schloss sie ihr Studium mit einer Dissertation über „Niederschlagsschwankungen in Niederländisch Indien von 1880 bis 1914“ ab. Josef Weninger wurde in dieser Zeit zu einem der führenden Köpfe der Wiener Schule der Anthropologie.
1928 heirateten Margarete Taubert und Josef Weninger. Schon seit 1927 arbeitete Weninger bei ihrem Mann als unbezahlte wissenschaftliche Hilfskraft. 1932 wurde sie Mitarbeiterin in der von Josef Weninger gegründeten erbbiologischen Arbeitsgemeinschaft, die die Vererbung der morphologischen Merkmale des Menschen erforschen wollte. Weninger spezialisierte sich in dieser Zeit auf die menschlichen Hautleistensysteme und ihre Vererbung. Über dieses Thema hielt sie auch Rundfunkvorträge. Diese Arbeit sollte ihr späteres Renommee als Wissenschaftlerin begründen. Die Machtübernahme der Nationalsozialisten beendete die wissenschaftliche Karriere der Weningers zunächst. Weninger selbst durfte nicht mehr arbeiten, ihr Mann wurde als Gatte einer „Volljüdin“ im Sinne der Nürnberger Rassegesetze zwangsverrentet. Dank der Intervention von Kollegen und Freunden wie Viktor Christian konnte das Paar aber in Österreich bleiben und überleben. So wurde Josef Weninger auf Betreiben von Christian 1941 im Museum des Reichsgaus Niederdonau angestellt.
1945 übernahm Josef Weninger wieder die Leitung des anthropologischen Instituts und seine Frau arbeitete erneut als unbezahlte Mitarbeiterin an seiner Seite. Sie beschäftigte sich in der frühen Nachkriegszeit vor allem mit anthropologisch-erbbiologischen Vaterschaftsgutachten, widmete sich aber auch verstärkt der menschlichen Evolution und der Paläoanthropologie. Im September 1948 erhielt Margarete Weninger die Lehrbefugnis für physische Anthropologie an der Universität Wien, 1956 verlieh man ihr den Titel einer außerordentlichen Professorin für Anthropologie und Humangenetik. Von den nationalsozialistisch vorbelasteten Kollegen wurde sie in dieser Zeit weitgehend ignoriert, nahm 1958 erstmals als Referentin an Tagungen der Deutschen Gesellschaft für Anthropologie teil (Teilnehmer war auch die NS-Gehilfen Johann Schaeuble, Heinrich Schade, Bruno K. Schultz und Hans Fleischhacker) und war nach dem Tod ihres Mannes im Jahr 1959 weitgehend isoliert im Fachbereich für Anthropologie. Vermehrt widmete sie sich wieder ihrer Forschung über Papillarlinien und Hautleistensysteme. Immer wieder konnte sie dabei auf Datensammlungen Pöchs und ihres Mannes zurückgreifen, die diese an Kriegsgefangenen des Ersten Weltkriegs gewonnen hatten.
In den 1960er Jahren konnte sie erstmals umfangreiche Feldforschungen betreiben und reiste auf die Kanarischen Inseln, nach Angola und Mosambik.
Gemeinsam mit ihrem Mann hatte sie die Wiener Anthropologische Gesellschaft gegründet und war ab 1969 bis zu ihrem Tod im Jahr 1987 deren Vizepräsidentin. Sie wurde am Gersthofer Friedhof bestattet. Außerdem war sie die österreichische Repräsentantin bei der European Anthropological Association.

## Schriften
- Fingerabdrücke von zentralafrikanischen Batwa-Pygmoiden des Kivu-Gebietes. Frankfurt/New York 2003, 1937
- Zur Vererbung der Hautleistenmuster am Hypothenar der menschlichen Hand. In: Mitteilungen der Österreichischen Gesellschaft für Anthropologie, Ethnologie und Prähistorie. Band 73–77, 1949.[7]
- Zur zahlenmäßigen Erfassung der Ähnlichkeit im naturwissenschaftlichen Vaterschaftsnachweis, eine kritische Auseinandersetzung mit der Formel von E. Essen-Möller und ihrer praktischen Anwendung. In: Mitteilungen der Österreichischen Gesellschaft für Anthropologie, Ethnologie und Prähistorie. Band 78–79, 1950.[8]
- Können Rassenmerkmale krankhaft sein? In: Wissenschaft und Weltbild. Jg. 2/1. Wien 1949.[7]
- Das Vorkommen der Vierfingerfurche bei asiatischen und afrikanischen Kleinwüchsigen sowie bei einer europäischen Vergleichsgruppe. Springer-Verlag, Wien 1953.
- mit Josef Weninger: Anthropologische Beobachtungen an Georgiern (Transkaukasien). R. Pöchs Nachlass, Wien 1959.[9]